# Leopoldo di Hohenzollern-Sigmaringen
Leopoldo di Hohenzollern-Sigmaringen (nome completo Leopold Stefan Karl Anton Gustav Eduard Tassilo Fürst von Hohenzollern-Sigmaringen; Krauchenwies, 22 settembre 1835 – Berlino, 8 giugno 1905) fu principe della casa di Hohenzollern-Sigmaringen, il ramo della famiglia Hohenzollern rimasto fedele al cattolicesimo.
La sua candidatura al trono spagnolo dopo la caduta di Isabella II di Spagna fu una delle cause della guerra franco-prussiana.

## Biografia

### Infanzia
Leopoldo era il figlio maggiore del principe Carlo Antonio di Hohenzollern-Sigmaringen e della principessa Giuseppina di Baden. I suoi nonni paterni furono Carlo di Hohenzollern-Sigmaringen e Maria Antonietta Murat, quelli materni Carlo II di Baden e Stefania di Beauharnais. Tra i suoi fratelli di ricordano Carlo primo re di Romania della famiglia Hohenzollern-Sigmaringen e Stefania regina di Portogallo.

### Giovinezza

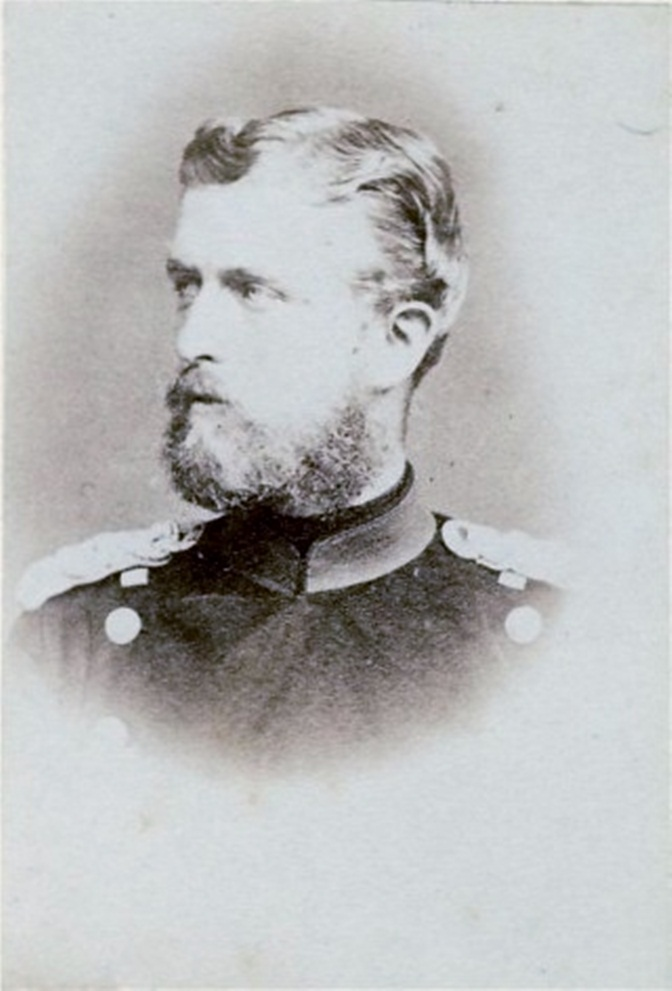
Il principe Leopoldo in una fotografia d'epoca

Leopoldo nacque alla tenuta di Krauchenwies, nei pressi di Sigmaringen, nel 1835. Sin dai primi anni della sua giovinezza manifestò una particolare eccellenza nel campo degli studi. Seguendo la vocazione militare della sua famiglia, ad ogni modo, Leopoldo si diresse verso la carriera militare, venendo nominato inizialmente secondo tenente del 1º reggimento della Guardia il 18 ottobre 1851 per poi divenire primo tenente il 27 aprile 1858. Il 21 ottobre 1859 venne nominato capitano comandante della 4ª Leib-Compagnie, all'interno della quale venne promosso al rango di maggiore il 20 agosto 1861 ed infine maggiore generale nel 1873.
Nel 1861, durante l'intervento francese in Messico, Napoleone III considerò la possibilità di nominare il principe o uno dei fratelli Carlo e Federico, come possibili candidati al trono imperiale del Messico, sia perché cattolici e sia perché la loro presenza su quel trono avrebbe accontentato in un sol colpo Inghilterra, Austria e Prussia. Tuttavia una riflessione più approfondita sulla questione messicana ed in particolare l'influenza della principessa Pauline von Metternich, portò alla scelta infine dell'arciduca Massimiliano d'Asburgo-Lorena.

### Ruolo nella politica internazionale

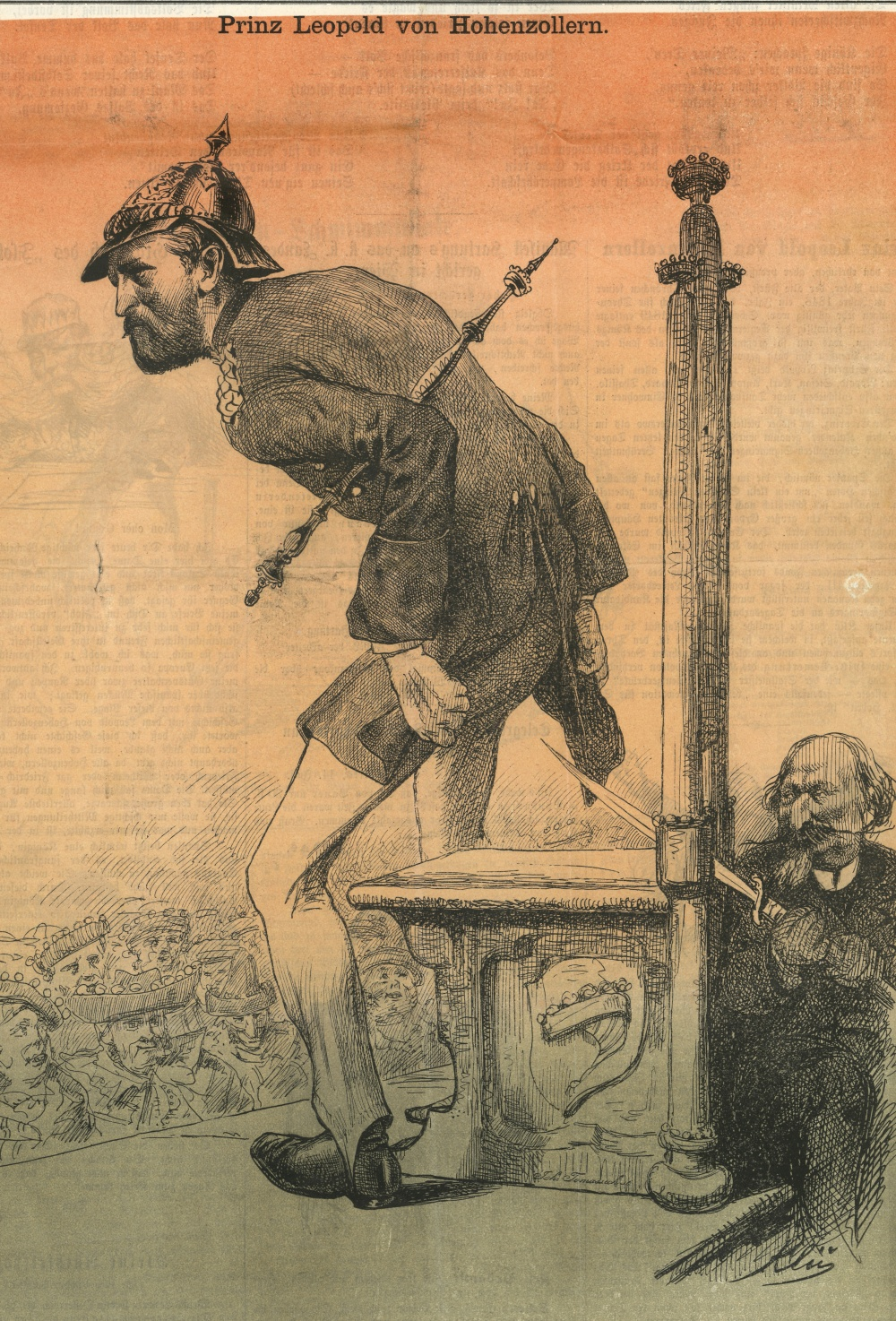
Vignetta satirica rappresentante il tentativo di candidatura di Leopoldo di Hohenzollern-Sigmaringen al trono spagnolo. Chi impugna il fucile con innestata la baionetta è Napoleone III.

Il 12 settembre del 1861 sposò a Lisbona l'infanta del Portogallo Antonia di Braganza figlia della regina Maria II e del re Ferdinando di Sassonia Coburgo-Gotha, co-regnante assieme alla moglie. A seguito della rivoluzione spagnola del 1868 e dell'abdicazione della regina Isabella II, avvenuta nel 1870, venne offerto a Leopoldo il trono iberico. La candidatura di Leopoldo al trono spagnolo non solo era caldamente sostenuta dal Primo Ministro prussiano Otto von Bismarck, ma il suo essere nipote di Stefania di Beauharnais lo rendeva il candidato ideale perché imparentato strettamente e più volte anche coi Bonaparte. Napoleone III, ad ogni modo, determinato ad opporsi all'espansione dell'influenza prussiana in Europa, costrinse il padre del principe a ritirare la candidatura del figlio, cosa che avvenne effettivamente poco dopo e che portò il giovane Leopoldo ad indirizzare una lettera a Guglielmo I nel quale ribadiva: "Sono prussiano e tedesco nel profondo del mio cuore". In Spagna, dove la candidatura di Leopoldo stava iniziando a guadagnare popolarità, il popolo iniziò a soprannominarlo Leopoldo Olé-Olé si me eligen con un richiamo al suo cognome, troppo complesso da pronunciare per gli spagnoli, ma col significato di "Leopoldo Olé-Olé se avessero scelto me".
In realtà lo scopo della Francia non era solo quello di far desistere la Prussia dall'ottenere il trono di Spagna, proteggendo così i propri confini e il rischio di trovarsi schiacciata in una pericolosa morsa tra Germania e penisola iberica nelle mani degli Hohenzollern, ma anche quello di trovare o creare il pretesto per far scoppiare una guerra che potesse consentire a Napoleone III di espandere la propria influenza in Europa e consolidare il proprio potere. Delusi dall'arrendevolezza prussiana, i francesi cercarono di prolungare la crisi. L'ambasciatore francese in Prussia chiese che il re di Prussia Guglielmo I garantisse che mai un Hohenzollern sarebbe stato candidato al trono di Spagna. Il re ascoltò la richiesta e se ne andò senza prendere accordi per un futuro incontro con l'ambasciatore. Il suo telegramma (il dispaccio di Ems) che riportava il dialogo avuto con l'ambasciatore, fu modificato ad arte da Bismarck affinché provocasse l'indignazione francese. La dichiarazione di guerra da parte del Secondo Impero francese, che darà il via alla guerra franco-prussiana, fu inviata ufficialmente nel luglio del 1870. Al termine della guerra, che vide la Prussia vittoriosa sulla Francia e la proclamazione dell'Impero tedesco, il principe Leopoldo, il 18 gennaio 1871, prese parte alla proclamazione ufficiale del neonato stato tedesco che si tenne nella reggia di Versailles, in Francia.
Nell'ottobre del 1880, rinunciò ai suoi diritti sul trono di Romania essendo l'erede di suo fratello, re Carol I, in favore di suo figlio primogenito Guglielmo.

### Principe di Hohenzollern-Sigmaringen e morte
Alla morte di suo padre nel 1885, Leopoldo gli succedette come principe di Hohenzollern-Sigmaringen. Dopo l'incendio scoppiato nel castello di Sigmaringen nel 1893, si impegnò personalmente per ricostruirlo.
Il Principe morì l'8 giugno 1905 a Berlino.

## Discendenza

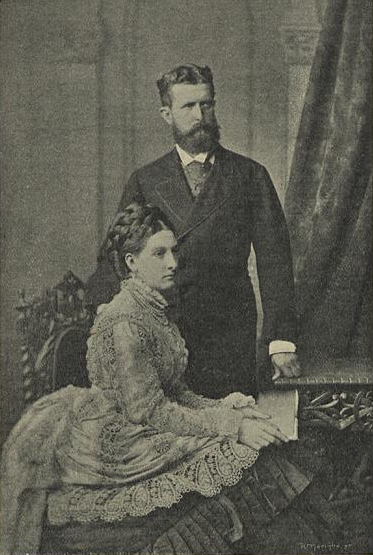
Leopoldo e la moglie, l'infanta Antonia del Portogallo

Dal matrimonio con Antonia nacquero tre figli:
- Guglielmo, nato nel 1864 e morto nel 1927, nel 1889 sposò Maria Teresa di Borbone-Due Sicilie e, nel 1915 Adelgonda di Baviera;
- Ferdinando, nato nel 1865 e morto nel 1927, futuro re di Romania, sposò nel 1893 Maria di Sassonia-Coburgo-Gotha;
- Carlo Antonio, nato nel 1868 e morto nel 1919, nel 1894 sposò Giuseppina del Belgio.

## Ascendenza
|                                           |                      |                                                 | Genitori                                        |  |  | Nonni |  |  | Bisnonni                                  |  |  | Trisnonni                                  |  |
|                                           |                      |                                                 |                                                 |  |  |       |  |  | Antonio Luigi di Hohenzollern-Sigmaringen |  |  | Carlo Federico di Hohenzollern-Sigmaringen |  |
|                                           |                      |                                                 |                                                 |  |  |       |  |  | Antonio Luigi di Hohenzollern-Sigmaringen |  |  | Carlo Federico di Hohenzollern-Sigmaringen |  |
|                                           |                      | Giovanna di Hohenzollern-Berg                   |                                                 |  |  |       |  |  | Antonio Luigi di Hohenzollern-Sigmaringen |  |  |                                            |  |
| Carlo di Hohenzollern-Sigmaringen         |                      |                                                 |                                                 |  |  |       |  |  | Antonio Luigi di Hohenzollern-Sigmaringen |  |  |                                            |  |
|                                           |                      | Amalia Zefirina di Salm-Kyrburg                 | Filippo Giuseppe di Salm-Kyrburg                |  |  |       |  |  |                                           |  |  |                                            |  |
|                                           |                      | Amalia Zefirina di Salm-Kyrburg                 | Filippo Giuseppe di Salm-Kyrburg                |  |  |       |  |  |                                           |  |  |                                            |  |
|                                           |                      | Amalia Zefirina di Salm-Kyrburg                 | Maria Theresa di Hornes                         |  |  |       |  |  |                                           |  |  |                                            |  |
| Carlo Antonio di Hohenzollern-Sigmaringen |                      | Amalia Zefirina di Salm-Kyrburg                 |                                                 |  |  |       |  |  |                                           |  |  |                                            |  |
|                                           |                      | Pierre Murat                                    | Pierre Murat                                    |  |  |       |  |  |                                           |  |  |                                            |  |
|                                           |                      | Pierre Murat                                    | Pierre Murat                                    |  |  |       |  |  |                                           |  |  |                                            |  |
|                                           |                      | Pierre Murat                                    | Jeanne Loubières                                |  |  |       |  |  |                                           |  |  |                                            |  |
| Maria Antonietta Murat                    |                      | Pierre Murat                                    |                                                 |  |  |       |  |  |                                           |  |  |                                            |  |
|                                           |                      | Louise d'Astorg                                 | Aymeric d'Astorg                                |  |  |       |  |  |                                           |  |  |                                            |  |
|                                           |                      | Louise d'Astorg                                 | Aymeric d'Astorg                                |  |  |       |  |  |                                           |  |  |                                            |  |
|                                           |                      | Louise d'Astorg                                 | Marie Alanyou                                   |  |  |       |  |  |                                           |  |  |                                            |  |
| Leopoldo di Hohenzollern-Sigmaringen      |                      | Louise d'Astorg                                 |                                                 |  |  |       |  |  |                                           |  |  |                                            |  |
|                                           | Carlo Luigi di Baden | Carlo I di Baden                                |                                                 |  |  |       |  |  |                                           |  |  |                                            |  |
|                                           | Carlo Luigi di Baden | Carlo I di Baden                                |                                                 |  |  |       |  |  |                                           |  |  |                                            |  |
|                                           | Carlo Luigi di Baden | Carolina Luisa d'Assia-Darmstadt                |                                                 |  |  |       |  |  |                                           |  |  |                                            |  |
| Carlo II di Baden                         | Carlo Luigi di Baden |                                                 |                                                 |  |  |       |  |  |                                           |  |  |                                            |  |
|                                           |                      | Amalia d'Assia-Darmstadt                        | Luigi IX d'Assia-Darmstadt                      |  |  |       |  |  |                                           |  |  |                                            |  |
|                                           |                      | Amalia d'Assia-Darmstadt                        | Luigi IX d'Assia-Darmstadt                      |  |  |       |  |  |                                           |  |  |                                            |  |
|                                           |                      | Amalia d'Assia-Darmstadt                        | Carolina del Palatinato-Zweibrücken-Birkenfeld  |  |  |       |  |  |                                           |  |  |                                            |  |
| Giuseppina di Baden                       |                      | Amalia d'Assia-Darmstadt                        |                                                 |  |  |       |  |  |                                           |  |  |                                            |  |
|                                           |                      | Conte Claude de Beauharnais des Roches-Baritaud | Conte Claude de Beauharnais des Roches-Baritaud |  |  |       |  |  |                                           |  |  |                                            |  |
|                                           |                      | Conte Claude de Beauharnais des Roches-Baritaud | Conte Claude de Beauharnais des Roches-Baritaud |  |  |       |  |  |                                           |  |  |                                            |  |
|                                           |                      | Conte Claude de Beauharnais des Roches-Baritaud | Maria Anna Francesca Mouchard                   |  |  |       |  |  |                                           |  |  |                                            |  |
| Stefania di Beauharnais                   |                      | Conte Claude de Beauharnais des Roches-Baritaud |                                                 |  |  |       |  |  |                                           |  |  |                                            |  |
|                                           |                      | Claudine de Lézay-Marnésia                      | Marchese Claude de Lézay-Marnézia               |  |  |       |  |  |                                           |  |  |                                            |  |
|                                           |                      | Claudine de Lézay-Marnésia                      | Marchese Claude de Lézay-Marnézia               |  |  |       |  |  |                                           |  |  |                                            |  |
|                                           |                      | Claudine de Lézay-Marnésia                      | Marie-Claudine de Nettancourt-Vaubécourt        |  |  |       |  |  |                                           |  |  |                                            |  |
|                                           |                      | Claudine de Lézay-Marnésia                      |                                                 |  |  |       |  |  |                                           |  |  |                                            |  |